# Moelven Industrier
Moelven Industrier ASA er en norsk industrikoncern, der ejes af Glommen Mjøsen Skog SA (78,84 %), Viken Skog SA (20,80 %) og Allskog SA (0,08 %). De resterende 0,28 % ejes af private aktionærer.
Moelven-koncernen leverer træbaserede byggeprodukter med tilhørende tjenester til byggemarkedet. Virksomheden fokuserer på Skandinavien og består af 34 produktionsvirksomheder fordelt på 41 produktionssteder i Norge og Sverige. 
Moelvens produkter og tjenesteydelser sælges til kunder inden for tre hovedsegmenter: forædlingsindustrien, handels- og byggevirksomhed. Moelven er derfor organiseret efter disse kundegrupper og ikke efter processerne.

## Divisioner
Moelven har tre divisioner:

### Moelven Timber
Producerer industritræ i form af trælast og forædlede industrikomponenter, samt uhøvlet trælast

### Moelven Wood
Udvikler og producerer et stort udvalg af træbaserede bygge- og interiørprodukter med høj forædlingsgrad.

### Moelven Byggesystemer
Består af virksomhedsområderne limtræ, byggemoduler og kontorløsninger.

## Produkter og tjenesteydelser
Af koncernens produkter og tjenesteydelser går 85 % til nybyggeri og renovering af boliger og erhvervsejendomme. Et forretningsområde, der er i vækst, er salg af råvarer til biobrændsel og til produktion af masse, papir og spånplader. Koncernen leverer også trævarer til møbel-, inventar- og emballageindustrien.
Koncernen har cirka 3200 medarbejdere og omsætter årligt for NOK 11 milliarder.

## Eksterne links
- Moelvens hjemmeside